# Bad Livers
The Bad Livers fue una banda estadounidense formada en Austin (Texas) en 1990, cuyo inventivo estilo musical desafió los intentos de categorizarlos según géneros existentes.   Sus influencias incluyeron bluegrass, folk, punk y otros estilos musicales. La formación original incluía a Danny Barnes al banjo, guitarra y guitarra resonadora, Mark Rubin al contrabajo y tuba, y Ralph White III al violín y acordeón. Danny Barnes asumió además la tarea compositiva de la mayoría de las canciones originales del grupo.  Cuando White dejó el grupo a finales de 1996, fue reemplazado brevemente por Bob Grant en mandolina y guitarra. Barnes y Rubin continuaron tocando y grabando como dúo hasta que se disolvieron extraoficialmente la banda en 2000. La banda como tal, no realizó giras ni grabó desde entonces, aunque Barnes y Rubin tocaron en algunos shows en vivo con Grant en 2008, 2009 y 2014.  
La música de The Bad Livers ha sido citada a menudo por su influencia en otros grupos,    creando lo que The Austin Chronicle describió como "un legado impresionante".  The Stranger clasificó su estilo como "música de raíces revitalizantes"  y, según el San Francisco Chronicle, "The Bad Livers ayudaron a abrir camino para las bandas de bluegrass y old-time de hoy en día". 

## Historia
The Bad Livers se formaron en 1990, cuando a Barnes "se le ocurrió la idea de que sería genial tener una banda acústica de pequeño formato que pudiera tocar diferentes tipos de música a un nivel virtuoso, donde pudieran tocar cualquier tipo de música".  Comenzó a tocar con Rubin y White,  y el trío adoptó el nombre de Bad Livers en el verano de 1990.  Comenzaron a tocar con frecuencia en la ciudad tejana de Austin, llegando a tener un concierto semanal en el Saxon Pub.  El repertorio habitual de la banda en 1991   incluía una amplia variedad de estilos y periodos musicales, como Rubin explicó más tarde: "Estábamos tocando Mississippi John Hurt, temas gospel, Captain Beefheart ... cualquier cosa, en realidad, pero era Motörhead o los Misfits que se dieron cuenta". 
Abundaban las descripciones imprecisas de la música de los Bad Livers: "thrash-grass",  "bluegrass acústico con un deseo de muerte punk",  "algo llamado 'bluegrass contemporáneo'"  y "metal-acústico". bluegrass",  aunque estas mismas fuentes citarían a la banda como "muy elogiada"  y señalarían que "los músicos realmente saben tocar".  La recurrencia del término bluegrass, junto con las contraevaluaciones de ellos como "buenos y fieles tradicionalistas" que "preservan el espíritu así como la técnica de la música folclórica antigua",  creó una perplejidad genérica que llevó a la leyenda del country de Austin, Don Walser, a observar que la única pregunta que no podía responder era qué tipo de música tocaban los Bad Livers. 
Barnes insistió en que los Bad Livers no eran una banda de bluesgrass,   pero que había creado un sonido original.  Las composiciones originales de Barnes aparecieron en su primer álbum, Delusions of Banjer,  lanzado en 1992 en Quarterstick Records y producido por Paul Leary de Butthole Surfers. El álbum fue elogiado por "el sólido material de Barnes, así como por la estrecha interacción musical del grupo".  Barnes le dio crédito a este último por mejorar el primero: "La telepatía musical es realmente buena. Puedo hacer una canción a medida para la interpretación de los chicos, hacer que la canción se ajuste a lo que están haciendo, ya que escribo la mayor parte del material". 
Rubin afirmó que decidió incorporar la tuba y el acordeón a la banda para contrarrestar su creciente popularidad,  sin embargo la audiencia continuó ampliándose y más críticos vieron más allá de las descripciones efectistas la innovación y habilidad de la banda. El Washington Post los describió como "verdaderamente geniales",  The Times-Picayune elogió su "seria musicalidad" y la "voz principal conmovedora y urgente" de Barnes,  mientras que la revista Rolling Stone admiraba su "sorprendente mezcla de destello virtuoso y sencillez conmovedora". 
El segundo álbum de The Bad Livers, Horses in the Mines, fue producido por Barnes y lanzado con el sello Quarterstick en 1994.  En su reseña, McLeese los admiraba como "una banda que se nutre de la fuente de la tradición para crear algo fresco, vital y original". 
The Bad Livers pasaron 1995 y 1996 de gira y trabajado en sus proyectos paralelos  además de buscar un nuevo sello para lanzar su próximo álbum.  Finalmente, la banda firmó un contrato de tres álbumes con Sugar Hill Records.  Su primer álbum para el sello, Hogs on the Highway, fue lanzado junto con la información de que White había decidido dejar la banda.   Se anunció que sería reemplazado por Bob Grant, aunque el mandato de Grant con la banda no duró mucho.   Tanto White como Grant aparecieron en Hogs on the Highway, que recibió críticas entusiastas de Sing Out! , elogiando las canciones originales "peculiares e inventivas" de Barnes,  y el Old-Time Herald, admirando la "considerable habilidad" con la que Barnes elaboró sus letras.  El Austin American-Statesman estuvo de acuerdo en que Barnes era "un compositor completamente subestimadoun compositor completamente subestimado", así como un "mago del banjo",  mientras que The Washington Post elogió su "voz intemporal e inexpresiva".  El Sydney Morning Herald apreció el "ambiente maravillosamente controlado"  de todo el álbum.
Poco después del lanzamiento del álbum, Barnes se estableció en Port Hadlock (Washington),   aunque él y Rubin continuaron trabajando estrechamente en la banda sonora de la película de Richard Linklater, The Newton Boys, así como en el siguiente álbum de Bad Livers. Aunque la banda sonora fue elogiada por The Village Voice  y Entertainment Weekly, así como por los periódicos de Austin,   a la película no le fue bien en taquilla,   y el álbum de la banda sonora no se vendió bien.  El segundo álbum de The Bad Livers para Sugar Hill, Industry and Thrift, fue lanzado en septiembre de 1998 con Barnes y Rubin acreditados únicamente como miembros de la banda,  aunque el álbum cuenta con varios músicos invitados, incluidos miembros del proyecto paralelo de Rubin, Rubinchik's Orkestyr,  que aparecen en la canción "A Yid Ist Geboren inz Oklahoma".  El álbum obtuvo críticas positivas,    y el Chicago Tribune lo seleccionó como el mejor álbum de bluegrass de 1998,  mientras que el periódico londinense The Times admiraba su "originalidad genuina".  Sin embargo , Industry and Thrift no recibió tanta atención de la prensa como Hogs on the Highway. 
El último álbum de The Bad Livers, Blood and Mood, se lanzó en febrero de 2000 y presentaba, como señaló con asombro The Austin Chronicle : "Punk rock eléctrico, melodías basadas en samples con pistas de batería y una sorprendente escasez de banjo".  The Independent lo nombró "álbum de la semana" y descubrió que "rebosa ideas entusiastas",  mientras que The Washington Post quedó desconcertado pero revitalizado por un show en vivo apoyando el álbum, y concluyó que había sido "fascinante, incluso refrescante".  Aunque dejó deprimido a No Depression,  Daniel Wolff encontró que el álbum evocaba de manera única una "excentricidad rural"  que aún no se había extinguido y formaba una especie de continuo con el punk y el country de antaño.  Blood and Mood no se vendió bien y durante el verano de 2000 la banda parecía haber terminado para siempre. 
Bad Livers fueron incluidos en el Salón de la Fama de la música de Austin en 2007. 

## Discografía
- Dust on the Bible (1991, casete autoeditado/1994, relanzamiento en casete Quarterstick solamente/1999, relanzamiento en CD Quarterstick )
- Lust for Life / Jeffro's Dream (1991, sencillo de vinilo de 7 "de Fist Puppet)
- The Golden Years (1992, EP en vinilo Quarterstick )
- Delusions of Banjer (1992, LP, CD y casete de vinilo Quarterstick )
- Horses in the Mines (1994, LP de vinilo Quarterstick, CD y casete)
- Hogs on the Highway (1997, CD de Sugar Hill )
- Industry and Thrift (1998, CD de Sugar Hill )
- The Newton Boys (banda sonora) (1998, Sony CD)
- Blood and Mood (2000, CD de Sugar Hill )
- The Ridgetop Sessions (2000, CD Lumpydisc)